# متحف الشارقة للفنون
متحف الشارقة للفنون هو متحف للفن المعاصر و الحديث في مدينة الشارقة ، الإمارات العربية المتحدة. يقع المتحف في شارع كورنيش الشارقة في منطقة الشويهين مقابل جمعية الإمارات للفنون التشكيلية وتحيط به مجموعة من المباني التراثية.

## حول المتحف
إفتتح في أبريل 1997 خلال بينالي الشارقة الدولي كمتحف للفنون يضم مجموعة من الأعمال الفنية الحديثة والمعاصرة لفنانين من الإمارات العربية المتحدة ودول أخرى في الشرق الأوسط . كما تنظم و تستضيف المعارض المؤقتة .
وتبلغ مساحة أرضية المتحف حوالي 111،000 متر مربع مع صالات العرض وموقف للسيارات تحت الأرض. يعد المتحف واحد من أهم المنشآت الرئيسية في منطقة الفنون في مدينة الشارقة .

## أقسام المتحف ومرافقه
يعتبر متحف الشارقة للفنون أحد أكبر المعارض الفنية في منطقة الخليج العربي، ويتكون مبنى المتحف من ثلاثة طوابق تحوي على عدد كبير من الصالات التي تضم العديد من الأعمال الفنية والمعروضات والمقتنيات التي يزيد عددها عن 500 عمل فني، من بينها لوحات زيتية ومائية ومجموعة من الأعمال الفنية المعاصرة لبعض أهم فناني الوطن العربي، كما يحوي المتحف مكتبة للفنون التشكيلية تضم أكثر من 4000 إصدار باللغة العربية والإنكليزية وغيرها من اللغات، للتعرف على مشاهير الفن وأعمالهم وإبداعاتهم وأساليبهم المختلفة. ويوجد في المتحف متجر الهدايا الذي يوفر للزوار مجموعة من الكتب والتحف والمنتجات.

## معارض
- مجموعة مقتنيات المتحف الدائمة  : الجناح الرابع من الطابق الأول في متحف الشارقة للفنون يعرض مجموعة خاصة من الأعمال مكونة من لوحات مائية وأخرى زيتية، ومنحوتات تبرع بها سلطان بن محمد القاسمي ، عضو المجلس الأعلى حاكم الشارقة للمتحف ومقسمة إلى 8 مجموعات.
- المعارض المحلية والدولية : يستضيف المتحف على مدار العام معارض محلية ودولية وأنشطة ثقافية و ورش عمل فنية و تعليمية.

## معرض الصور

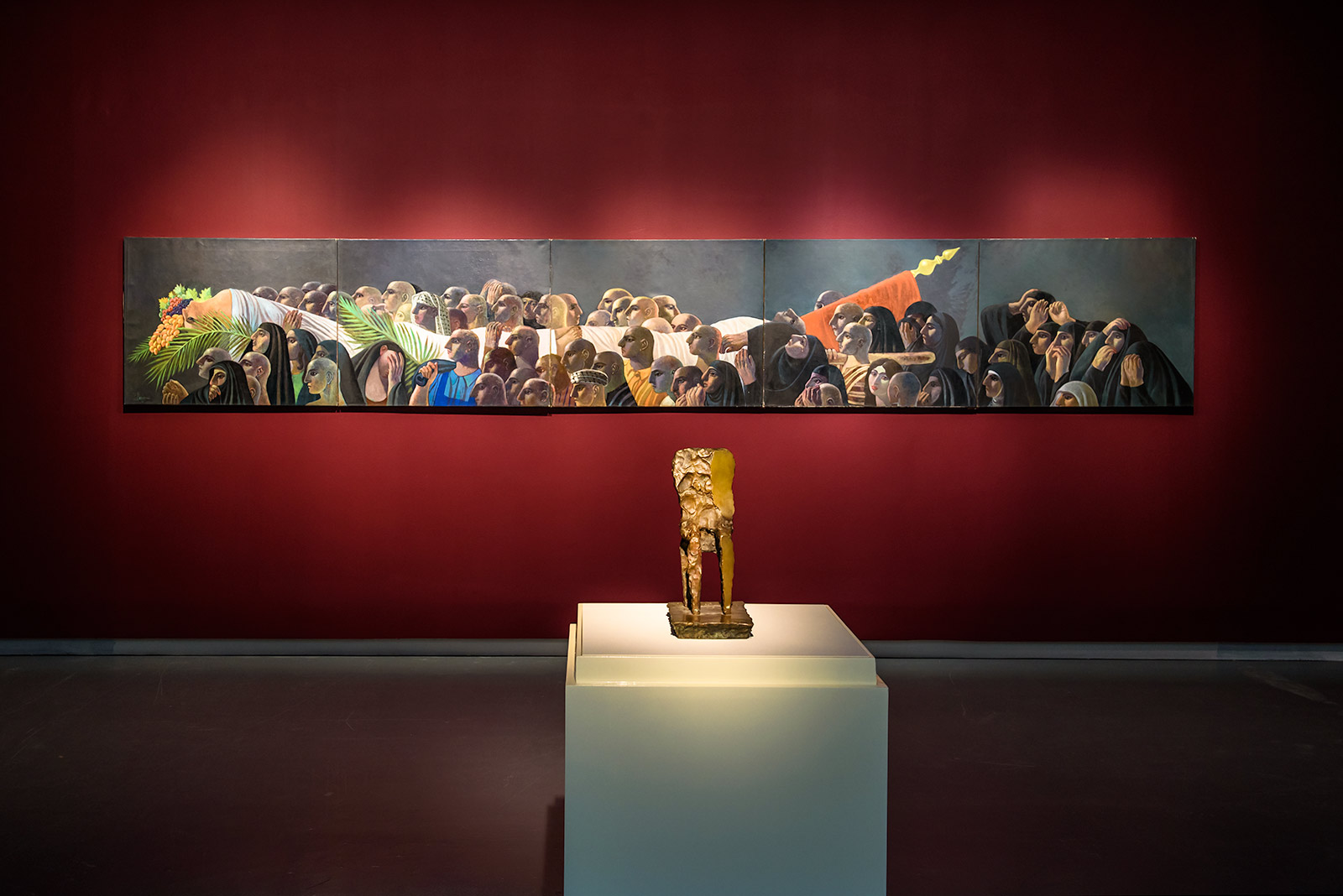
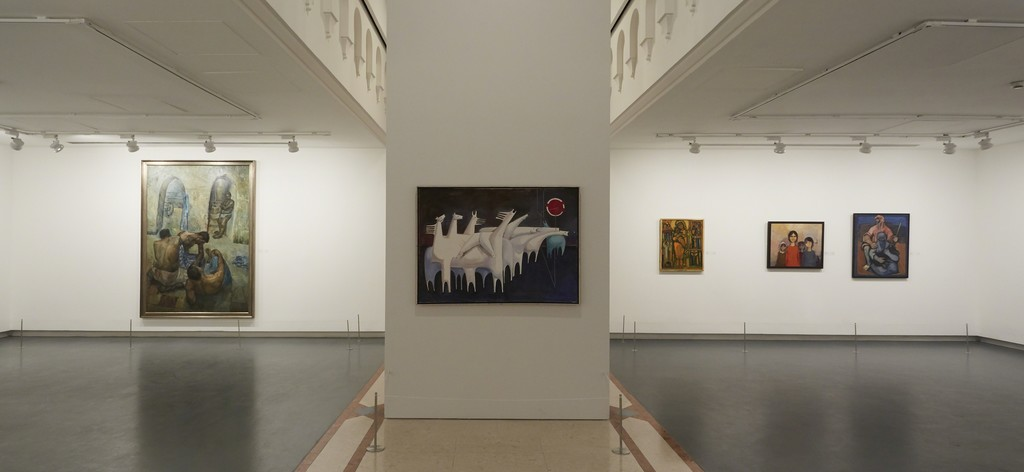
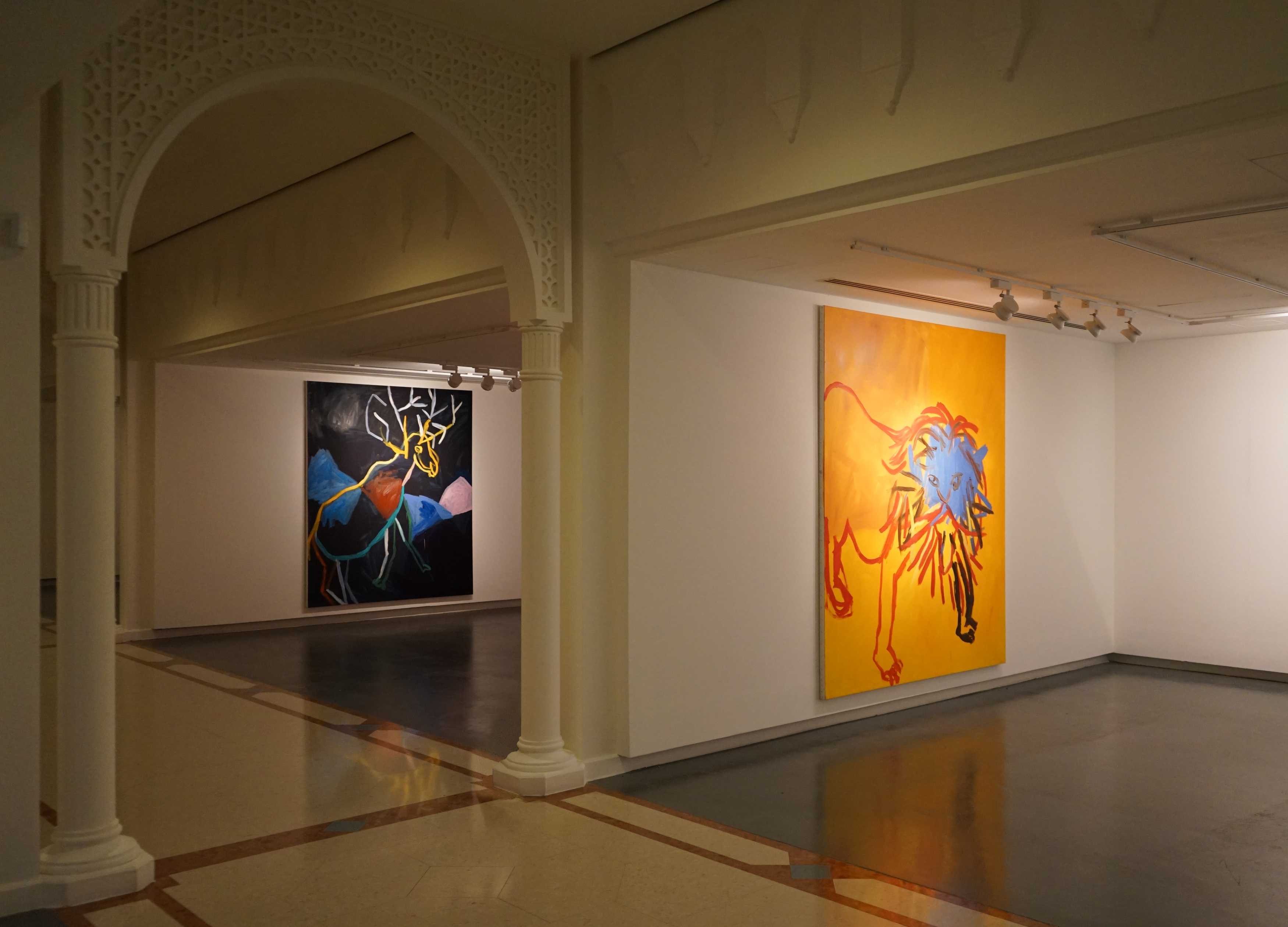

## أنظر آيضا
- بينالي الشارقة الدولي
- مؤسسة الشارقة للفنون
- قائمة متاحف الإمارات العربية المتحدة
- متحف الشارقة للخط
- متحف الشارقة للحضارة الإسلامية

## وصلات خارجية
- الموقع الرسمي